# NTTアドバンステクノロジ
NTTアドバンステクノロジ株式会社（英: NTT Advanced Technology Corporation、NTT-ATとも表記）は、NTTグループに属し、光デバイス・電子デバイスの設計・開発・販売、ソフトウェア・情報通信システムの設計・開発・運用、そしてそれらに関わるコンサルティングをしているICT（情報通信技術）企業。

## 概要
かつてはNTTエレクトロニクス、現在はNTTテクノクロスであるNTTソフトウェアおよびNTTアイティ（NTT-IT）と共にNTTグループ内で先端技術開発事業を受け持ち、NTTの各研究所とのつながりが深いため、研究所系4社と呼ばれていた。
2017年4月1日付でNTTアイティがNTTソフトウェアに吸収合併されNTTテクノクロスが発足したが、その際に音響・映像事業も統合されている。また、ロボティック・プロセス・オートメーションである「WinActor」の開発、生産、販売を行っている。

## 事業分野
事業分野は大きく4つに分けられる。
- 先端技術事業
- ネットワークソリューション事業
- システムソリューション事業
- リサーチ＆コンサルティング事業

## 沿革
- 1976年 「日本通信技術株式会社」設立
- 1980年 日本電信電話公社出資（資本金7000万円）
- 1985年 社名変更「NTT技術移転株式会社」 増資（資本金1億7000万円）
- 1990年 社名変更「NTTアドバンステクノロジ株式会社」増資（資本金4億7000万円）
- 1999年 本社を新宿へ移転
- 2001年 NTT-ATアイピーシェアリング株式会社設立
- 2002年 NTT-ATクリエイティブ株式会社設立
- 2003年 NTT-ATナノファブリケーション株式会社設立
- 2008年 NTT-ATエムタック株式会社設立
- 2011年 NTT-ATテクノコミュニケーションズ株式会社の全株式取得、完全子会社化
- 2013年 本社をミューザ川崎セントラルタワーへ移転
- 2017年 NTTテクノクロスに音響・映像に関する事業を譲渡
- 2021年 本社を東京オペラシティへ移転本社東京オペラシティ

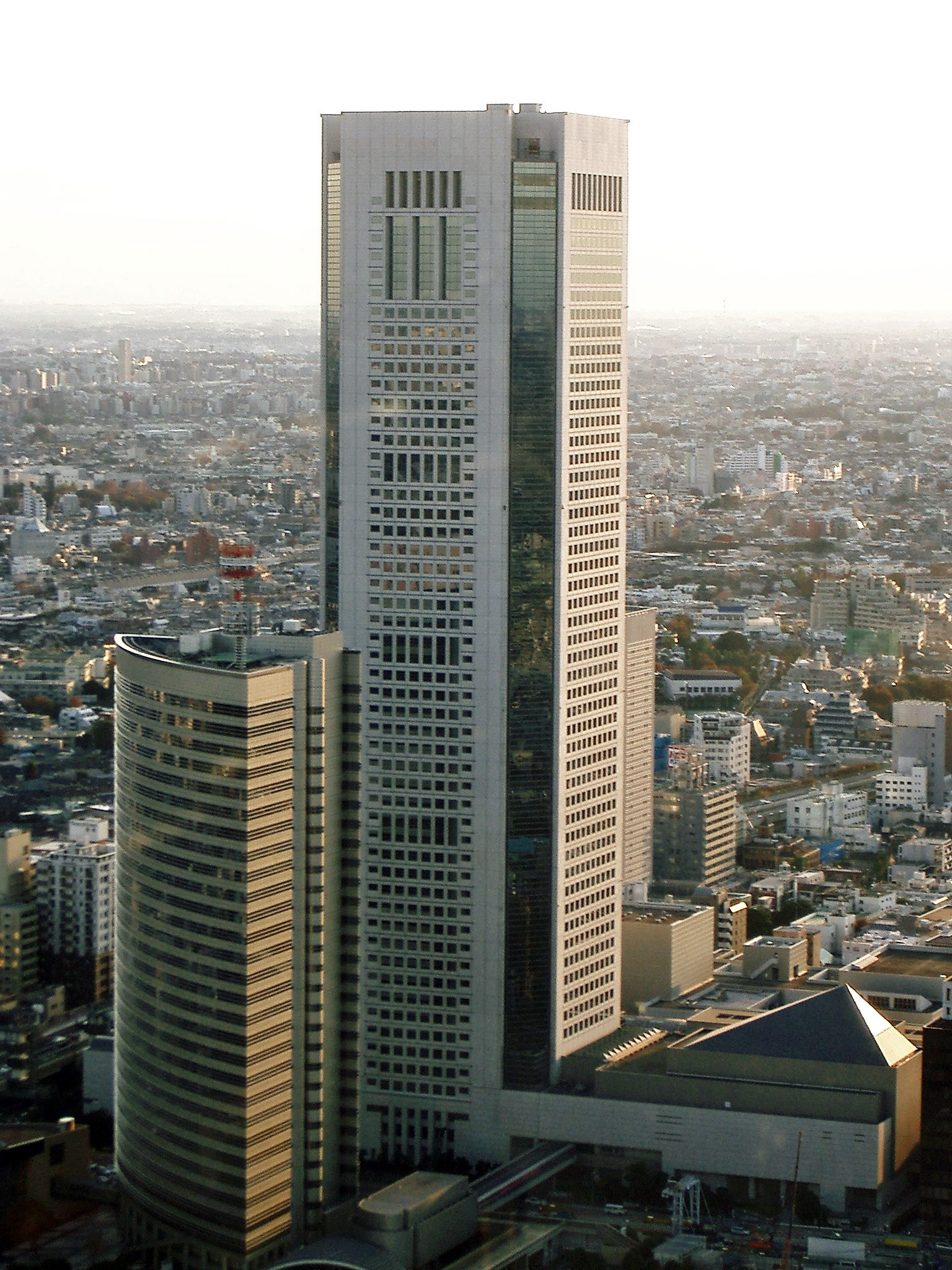
本社東京オペラシティ

- 2025年 7月1日、登記上の商号を「エヌ・ティ・ティ・アドバンステクノロジ株式会社」から「NTTアドバンステクノロジ株式会社」に変更すると共に、コーポレートロゴを刷新[4]。

## 外部認証
次の外部認証を取得している。
- ISO9001(JQA-2396)
- ISO14001(JQA-EM6957)
- ISO 27001(JQA-IM1177)
- OHSAS18001

## グループ会社
- NTT-ATシステムズ
- NTT-ATテクノコミュニケーションズ
- NTT-ATアイピーエス
- NTT-ATクリエイティブ
- NTT-ATエムタック